# Vėsa
Vėsa je potok 3. řádu v okresech Kelmė a Telšiai, pravý přítok potoka Druja, do které se vlévá 1 km jihozápadně od vsi Lingėnai, 9,5 km na severoseverovýchod od města Varniai. Pramení na západním okraji vsi Negirbiai, 10,5 km východoseverovýchodně od města Varniai. Teče zpočátku směrem severozápadním, u vsi Miksodis se stáčí k severovýchodu, po soutoku s potokem Dryžupė se stáčí k severozápadu, po soutoku s Viekšnupisem se stáčí k západu až do soutoku s potokem Druja, přičemž od severu míjí jezero Gūšra. Před soutokem s potokem Dryžupė a také 1,5 km před soutokem s Drujou protéká hlubokým údolím, soutok je v hluboké pánvi jezera Gūšra, v bažinatém terénu.

## Přítoky Vėsy
- Pravé:

| Hydrologické pořadí | Řeka       | Délka (km) | Povodí (km²) | Vzdálenost od ústí (km) | Ústí kde       | Koordináty ústí                  |
| ------------------- | ---------- | ---------- | ------------ | ----------------------- | -------------- | -------------------------------- |
| 30010764            | Dryžupė    | 3,7        | 10,3         | 3,5                     | Miksodis       | 55°48′17″ s. š., 22°30′57″ v. d. |
| 30010766            | Deimantas  | 2,4        | 3,7          | 3,1                     | Raudiškė       | 55°48′23″ s. š., 22°30′20″ v. d. |
| 30010767            | Viekšnupis | 5,2        | 13,2         | 0,3                     | u jezera Gūšra | 55°49′ s. š., 22°28′8″ v. d.     |

a mnoho bezejmenných pravých i levých přítoků

### Sídla při potoce Vėsa
- Negirbiai, Miksodis, Raudiškė, Pagluostis